# Kong toch
Le kong toch  (khmer : គងវង់តូច) ou  (khmer : គងតូច) désigne une variété d'instruments de musique de percussion en métal. Il se constitue en un petit cercle de  gongs  suspendu sur un support en forme de cercle. Le kong vong toch est analogue au khong wong lek utilisé dans la culture Thaïlandaise. Il possède aussi de nombreuses analogies avec le kong thom de la famille des instruments traditionnels khmers à percussion, ainsi qu'avec les roneats  (roneat ek , le roneat dek et le roneat thung). Tous ces instruments sont joués dans les formations pinpeat et  mahaori (thaï : มโหรี). Le kong toch est composé avec trois éléments: le cadre, les gongs, et les maillets.

## Facture
Le cadre du cercle de gong est fabriqué à partir d’une vigne en rotin lissée et arrondie. 4 longueurs de la vigne sont utilisées pour former le cadre. Elles sont divisées en deux paires, l'une plus courte pour former le cercle intérieur et l'autre plus longue de manière à constituer le cercle extérieur. L'instrument est soutenu par 16 supports en bois de neang nuen, krennoonf ou beng sur lesquels a été enroulé du fil de cuivre. Les cercles du gong sont calés avec 6 supports barres transversales  pour les maintenir distants l'un de l'autre. 

## Têtes de gongs et maillets
Les gongs arrondis et plats, sont dotés de 16 têtes. Elles offrent un large panel dans la gamme des sons de l'instrument. Au centre de chaque gong, est collée une pièce métallique convexe qui a la forme d'un mamelon. C’est la partie qui est frappée par le joueur. En outre, les gongs sont ajustés au moyen d'une colle, constituée d'un mélange de plomb et de cire, qui est apposée sur la face inférieure du mamelon. Cette colle entre également, dans la fabrication des maillets longs de 25 cm, qui sont utilisés de la même manière avec le kong toch et avec le kong thom. Deux perforations sont faites de chaque côté des gongs afin qu’ils puissent être suspendu dans le cadre avec du fil de cuivre.

## Réglage
Les 16 têtes de gong du kong toch sont accordées en conséquence: (du plus bas au plus élevé) · D · Eb · F · G · A · Bb · C · D · E · F · G · A · Bb · C · D · E